# A National Hockey League története
Az alábbiakban található az NHL csapatainak idővonala, mely a klubok NHL-hez való csatlakozását mutatja, ám az idővonal tartalmaz nem NHL franchise együtteseket is. Az idővonal a legkorábban csatlakozott csapattal, a Montréal Canadiensszel kezdődik, és a legújabbal, a Seattle Krakennel végződik. A szürke szakaszok a csapatok inaktivitását jelölik.